# Cockapoo

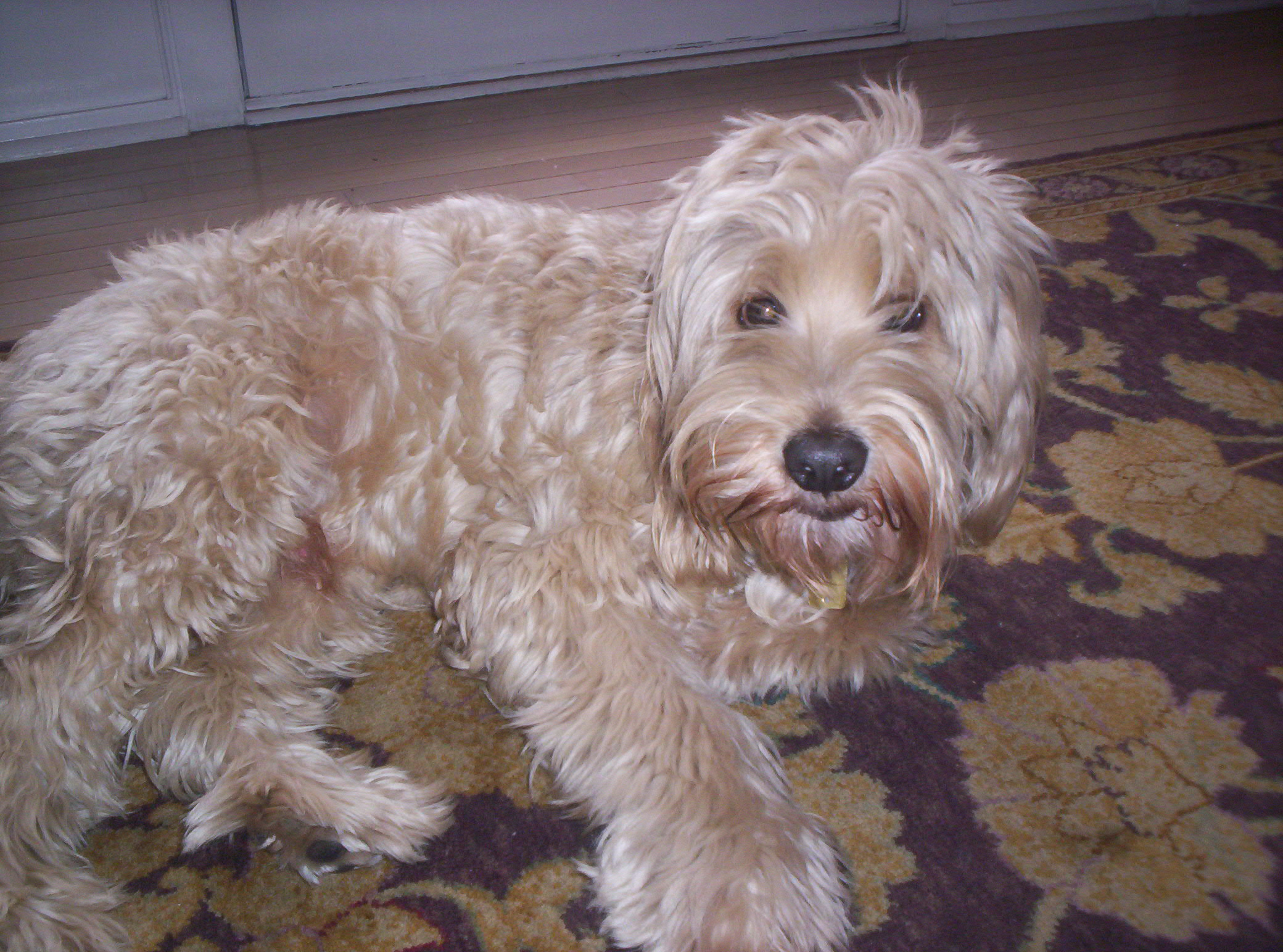
Cockapoo com 2 anos de idade

Cockapoo é o resultado de uma mistura de raça de cães Poodle e Cocker Spaniel, experiência originária dos Estados Unidos. Em virtude de sua impureza e não repetição de seus caracteres em seus descendentes, não é reconhecida como raça de cães pela Federação Internacional de Cinofilia, que não recomenda sua criação.
Os primeiros exemplares de Cockapoo nasceram na década de 50.